# فرودگاه لوئی‌کائو
فرودگاه لوئی‌کائو (به انگلیسی: Loikaw Airport) یک فرودگاه با کد یاتا LIW است که یک باند فرود قیر دارد و طول باند آن ۱۵۸۵ متر است. این فرودگاه در کشور برمه قرار دارد و در ارتفاع ۸۹۶ متری از سطح دریا واقع شده است.